# Зелена економија
Зелена економија је дефинисана као економија која има за циљ смањење ризика за животну средину и еколошке ресурсе и одрживи развој без уништавања животне средине. Она је уско повезана са еколошком економијом, али је више политикализована. Извештај УНЕП-а о зеленој економији за 2011. годину тврди да би зелена економија морала бити не само ефикасна, већ и уједначена.
Карактеристика која га разликује од претходних економских режима је директно вредновање природног капитала и еколошких услуга које имају економску вредност и потпуни обрачун трошкова у ком се трошкови екстернализирају друштву преко екосистема, поуздано се прате и евидентирају као обавезе субјекта који наноси штету или занемарује имовину. Зелене налепнице, су се појавиле у свакодневном свету, као ознаке еколошки свесних производа који задовољавају стандарде одрживог развоја.

## „Зелени“ економисти и економија
"Зелена економија" по Лин Маргулис, може бити дефинисана као било која теорија економије којом се економија сматра компонентом екосистема у коме борави. Типичан је холистички приступ предмету, тако да се економске идеје мешају са другим теоријама, зависно од одређеног теоретичара. Заговорници феминизма, постмодернизма, еколошког покрета, мировног покрета, Зелене политике, зеленог анархизма и анти-глобализацијског покрета користили су овај термин да опишу врло различите идеје, ван граница модерне економије . 

Неки економисти дефинишу Зелену економију као грану или део устаљених школа мишљења. На пример, класична економија, где се традиционално земља дефинише као природни капитала и дели одређене заједничке карактеристике са физичким радом и основним средствима. Када се посматра из угла марксистичке економије, природа је дефинисана као облик лумпенпролетаријата, односно искоришћена база материјалног капитала, који пружа вишак вредности производа.. 

## Дефиниција
Карл Буркарт дефинисао је зелену економију кроз шест основних сектора:
- Обновљиви извори енергије
- Зелене зграде
- Одрживи транспорт
- Водопривреда
- Управљање отпадом
- Управљање земљиштем

Међународна привредна комора која представља глобални бизнис дефинише зелену економију као „економију у којој економски раст и еколошка одговорност раде заједно подржавајући напредак у друштвеном развоју“.

## Еколошки показатељи
Мерење економске производње и напретка врши се коришћењем индикатора економског развоја. Зелени индекси настали су из потребе да се мери еколошки утицај људи, сектори ефикасности попут транспорта, енергетике, зграда и туризма, као и инвестициони токови намењени областима као што су обновљива енергија и иновације.
1. Глобални индекс зелене економије за период 2010 - 2018 (ГГЕИ),[7] мери еколошке економске перформансе и перцепције о томе у 130 земаља, уз четири главна фактора лидерства и климатских промена, сектора ефикасности, тржишта и улагања и животне средине.
2. Индекс зеленог града 2009 - 2012 [8] Глобална студија коју је наручио Сименс
3. Пројект Кругови одрживости 2009 - 2013 обухватио је 5 градова у 5 засебних земаља.

Мерења еколошког отиска начин су за оцењивање антропогеног утицаја и други су стандард који користе општинске владе.

## Проблеми зелене енергије
Зелена економија захтева прелазак на производњу зелене енергије која се заснива на обновљивој енергији да би се заменила фосилна горива и остварила уштеда енергије и њена ефикасна употреба . 

Неуспех тржишта да одговори на потребе заштите околине и заштите климе могу се приписати високим екстерним трошковима производње и високим почетним трошковима истраживања, развоја и маркетинга зелених извора енергије и зелених производа. За развој зелене економије је потребна помоћ надлежних органа. Немачки Закон о обновљивој енергији, закони многих других држава чланица Европске уније и Амерички закон о опоравку и реинвестирању из 2009. године, пружају такве тржишне подстицаје. Међутим, други стручњаци  тврде да зелене стратегије могу бити веома профитабилне за привредна друштва која разумеју значај и потенцијал одрживости и могу пласирати зелене производе и услуге и купцима који нису еколошки освешћени.